# Nikolai Ruzsky
Nikolai Ruzsky (6 de março de 1854 - 18 de outubro de 1918 em Pyatigorsk,  em russo: Николай Владимирович Рузский) foi um general russo na Primeira Guerra Mundial.